# Nuvoletta

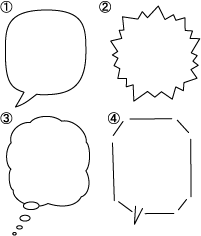
Vari tipi di nuvolette. Dall'alto a sinistra: di dialogo, di urlo, di pensiero, di sussurro.

La nuvoletta o balloon è il segno grafico convenzionalmente usato nei fumetti, vignette e fotoromanzi per contenere i testi pronunciati o pensati da un personaggio, o emessi da una fonte sonora.
La stessa parola fumetto viene anche usata per indicare la singola nuvoletta, oltre che l'intera opera.

## Storia

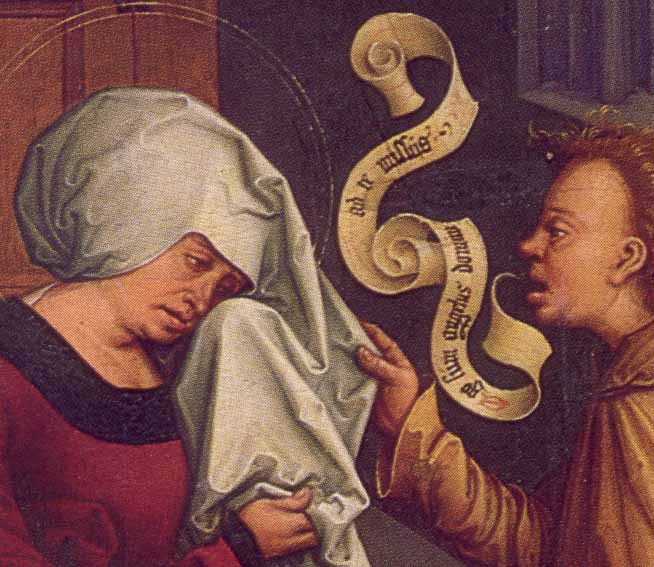
Bernhard Strigel, Annunciazione a Sant'Anna e San Giacomo, 1506

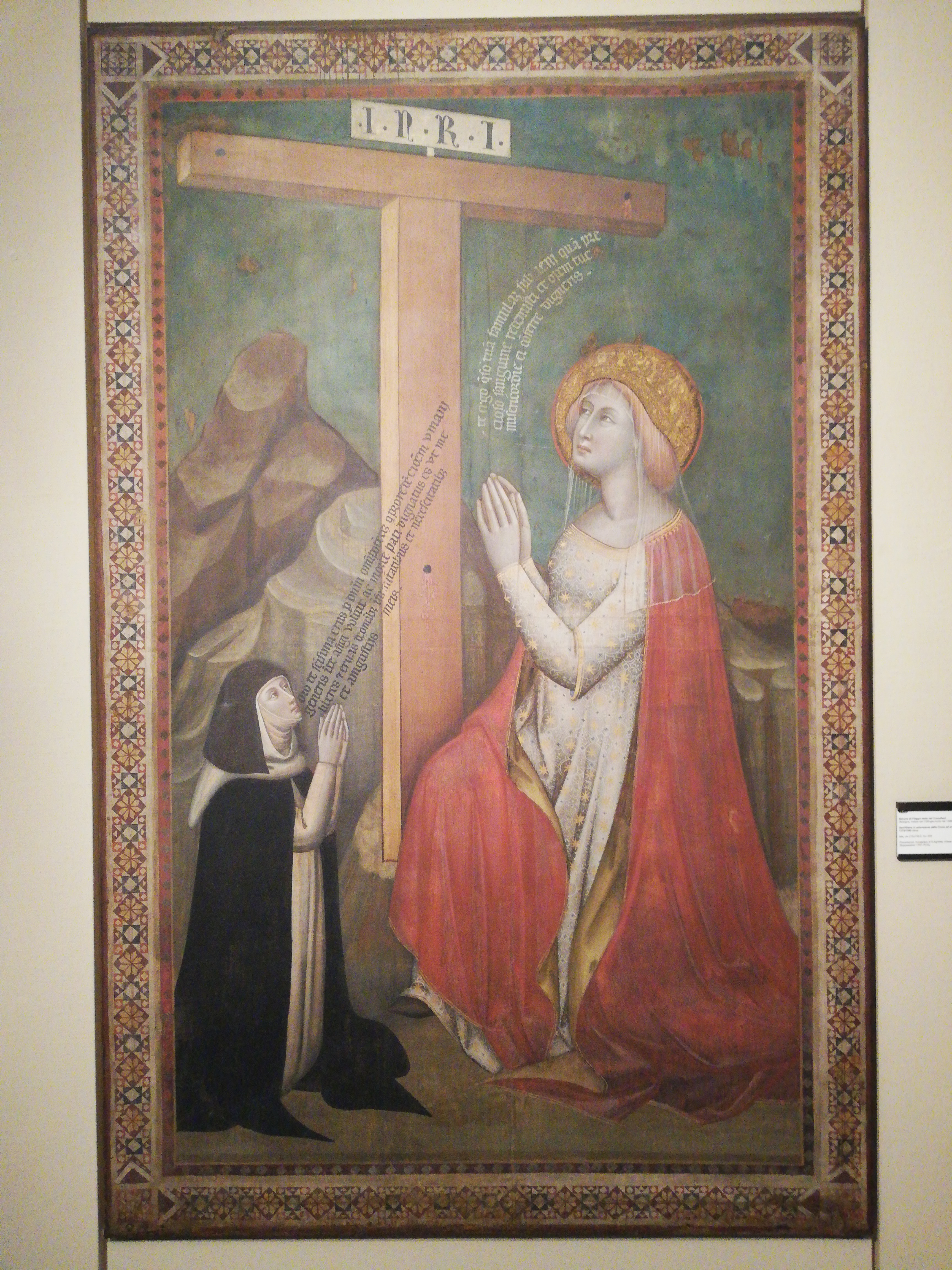
Simone dei crocifissi, Sant'Elena in adorazione della Croce ed una monaca

I quattro tipi di nuvolette (balloon) principali, dall'alto verso il basso: dialogo, sussurro, pensiero, urlo

La nuvoletta ha il suo antecedente nel filatterio, che nell'ambito della raffigurazione sacra cristiana indica cartigli o pergamene dipinte sulla scena e contenenti le parole pronunciate dai personaggi biblici. La presenza di filatteri è riscontrabile dal 1400; pur avendo una forma strettamente legata alla rappresentazione di pergamene srotolate, una delle estremità indica la bocca dei personaggi, similmente alla moderna pipetta. Un esempio è visibile in La morte davanti a Dio, miniatura del Maestro delle Ore di Rohan, o in Sant'Elena in adorazione della Croce ed una monaca di Simone dei crocifissi.
Un uso più moderno del filatterio si può trovare in A true narrative of the horrid hellish popish-plot (1682), illustrato da Francis Barlow. Anche nei lavori satirici di James Gillray (1756-1815) vi è un ampio uso del filatterio, che assume una forma astratta, sempre più simile alla moderna nuvoletta. Altri autori che fanno un uso proprio del filatterio sono Rodolphe Töpffer (1799-1846), George Cruikshank (1792-1878), entrambi autori satirici.
Curiosamente in quello che è considerato il primo personaggio a fumetti, The Yellow Kid (1895), di R. F. Outcault, inizialmente il testo non è contenuto in nuvolette, ma in moderni filatteri, in forma di cartelli, manifesti e scritte sugli abiti dei personaggi. Dal 1896 però anche in Yellow Kid l'uso delle nuvolette diventa la regola, e con l'inizio dell'ampia diffusione dei comics sui quotidiani, la nuvoletta diventa un segno grafico indipendente e riconosciuto.

## Tipologie
La nuvoletta semplice è costituita da un corpo di forma tondeggiante o rettangolare, nel quale sono inseriti testi, più raramente immagini, e dalla pipetta, il segno che dal corpo va ad indicare la bocca dei personaggi, o più genericamente la fonte sonora. Forma e contorno della nuvoletta possono essere utilizzati per dare indicazioni di tono e volume. I contorni tratteggiati possono indicare un sussurro, quelli "spezzati" un grido, o la provenienza del suono da un apparecchio (radio, televisione...). Oltre a queste variazioni base, ogni modifica consapevole della forma semplice può essere usata come espediente grafico, al fine di caratterizzare visivamente il suono contenuto nella nuvoletta.
Più nuvolette proferite dalla stessa fonte sonora possono essere collegate tra loro (legati), per scandire il ritmo del dialogo, ed evitare un uso eccessivo delle pipette. In alcuni casi la sola pipetta sostituisce la nuvoletta, mettendo in relazione diretta fonte sonora e testo, espediente utilizzabile nel caso di sfondi neutri. È convenzione per esprimere un pensiero, utilizzare una nuvoletta dai contorni chiusi dove la pipetta è sostituita da una serie di ellissi che vanno rimpicciolendosi man mano che si avvicinano alla testa del personaggio stesso.

## Impiego
La nuvoletta ha una funzione semantica ed espressiva particolarmente importante in rapporto all'impiego che ne fa l'autore all'interno della vignetta. Sebbene in modo poco appariscente, la nuvoletta contribuisce in modo determinante alla forza comunicativa e alla comprensione di un'opera a fumetti. Il letterista o calligrafo si occupa professionalmente di questo campo specifico.
Si possono distinguere varie tipologie di nuvoletta:
- di dialogo (speech balloon), destinati ad ospitare i dialoghi dei personaggi, a cui sono collegati mediante frecce dette pipe (pointers)[1];
- di pensiero, che riportano i pensieri dei personaggi, a cui sono collegati mediante bollicine[1];
- di urlo (splash balloon), dal contorno a dente di sega, utilizzato per le frasi "urlate"[1];
- di sussurro, dal contorno tratteggiato, utilizzato per le frasi sussurrate.